# Marc Jost

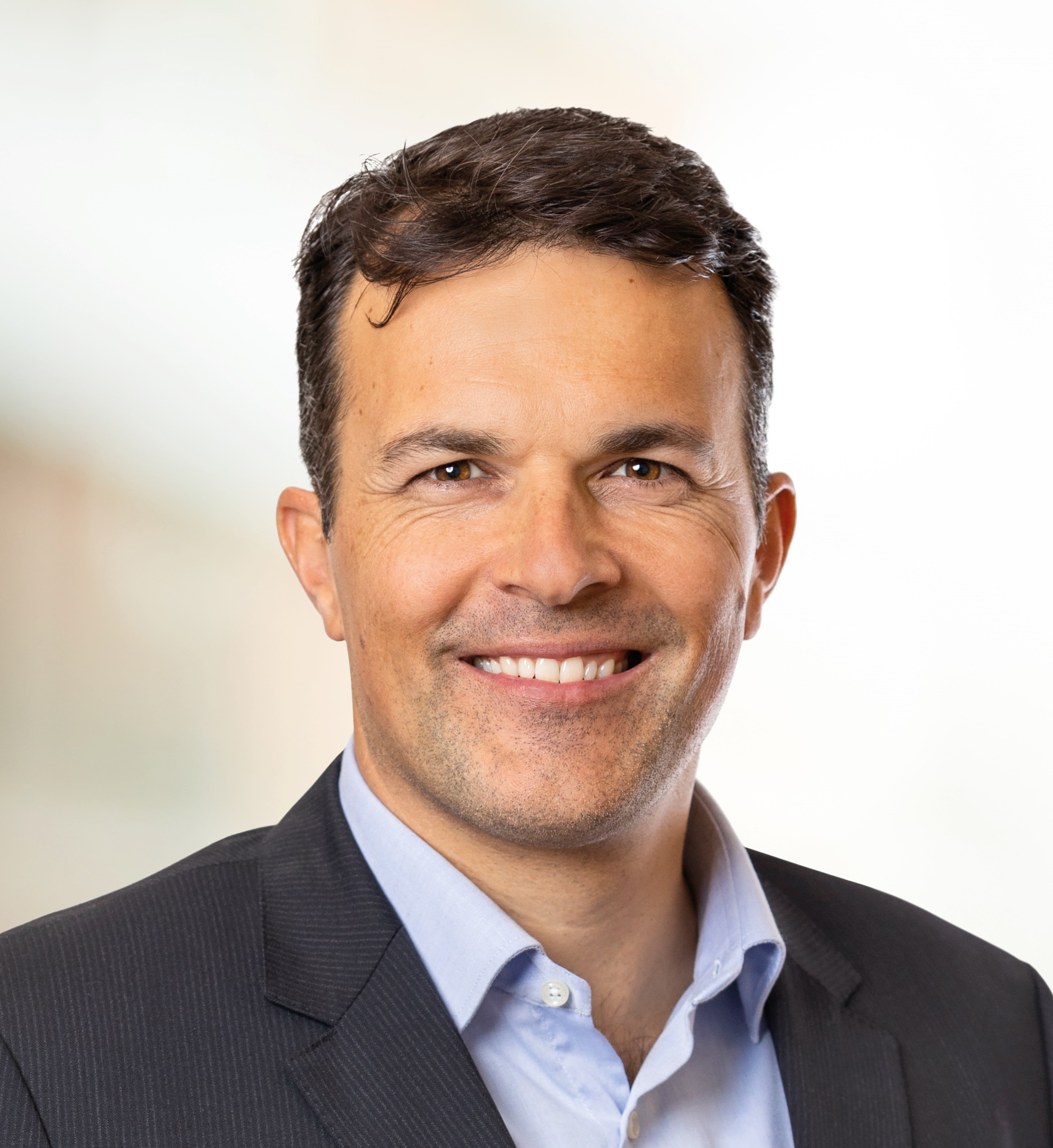
Marc Jost (2019)

Marc Jost (* 6. Februar 1974 in Thun) ist ein Schweizer Politiker (EVP).

## Ausbildung und Beruf
Marc Jost wuchs in Spiez auf. Er besuchte nach seinem Abschluss der Sekundarschule das Lehrerseminar. Danach arbeitete er von 1995 bis 1998 als Realschullehrer in Hofstetten bei Brienz. Daran schloss er das Studium am Theologischen Seminar St. Chrischona an, das er mit einem B.A. in Theologie 2003 abschloss. Nach einer beruflichen Tätigkeit als Pfarrer im Evangelischen Gemeinschaftswerk in Thun zwischen 2003 und 2010 übernahm er die Geschäftsführung des Hilfswerkverbandes Interaction. Von 2012 bis 2022 war er Generalsekretär der Schweizerischen Evangelischen Allianz.

## Politischer Werdegang
Von 2003 bis 2007 wirkte Jost als persönlicher Mitarbeiter von Nationalrat Heiner Studer. Von 2006 bis 2020 war Jost Mitglied des Grossen Rates des Kantons Bern. Von 2006 bis 2012 war er in der Justizkommission tätig; zwischen 2010 und 2012 als deren Vizepräsident. Von 2013 bis 2016 war er im Präsidium des Grossen Rates. Im Jahr 2015/16 war er als «höchster Berner» Grossratspräsident. Von 2016 bis 2018 war er in der Sicherheitskommission, und 2018 Präsident der Kommission für Staatspolitik und Aussenbeziehungen. In den Jahren 2010 und 2014 kandidierte Jost erfolglos für den Berner Regierungsrat.
Seit dem 28. November 2022 ist Marc Jost als Nachfolger von Marianne Streiff-Feller Nationalrat. Dort sitzt er in der Staatspolitischen Kommission.

## Privates
Jost ist verheiratet und Vater von vier Kindern. Er engagiert sich, unter anderem, bei der BewegungPlus in Thun und beim MTV Strättligen.